# Trägerfrequenzanlage
Als Trägerfrequenzanlage (TFA) bezeichnet man eine Vorrichtung zur Sprach- oder Datenübertragung über vorhandene Kommunikations- oder Stromnetze. Die Übertragung
- über Nachrichten- und Telefonnetze ist häufig als Trägerfrequenztechnik bekannt und
- die Übertragung über Stromnetze als Powerline Communication (PLC) oder PowerLAN.

Trägerfrequenzanlagen verwenden die Trägerfrequenztechnik, bei der die Signale über eine oder mehrere Trägerfrequenzen zusätzlich auf die Leitung moduliert werden. Durch diese Mehrfachnutzung vorhandener Übertragungswege gelten Trägerfrequenzanlagen als schnell und kostengünstig realisierbar. Bedeutend sind auch Sicherheitsaspekte und die Resistenz gegenüber Störeinflüssen.
Trägerfrequenzanlagen können unterschieden werden nach
- dem Frequenzbereich
- der Modulationsart
- dem Anwendungsbereich.

## Nachrichtenübertragung für Telefon- und Fernschreibkanäle
Das Frequenzmultiplexverfahren gestattet die Mehrfachnutzung vorhandener Leitungen. Es wird dabei jedem Sprechkanal eine eigene Trägerfrequenz zugeordnet, auf die das Audiosignal aufmoduliert und beim Empfänger selektiv demoduliert wird. Viele dieser Verfahren arbeiteten häufig mit der Amplituden- und später teilweise auch mit der Frequenzmodulation.
Die Trägerfrequenzsysteme sind als Zubringersysteme für Richtfunkstrecken und zur Übertragung mit Koaxialkabeln an Stelle der zunächst verwendeten Fernkabel eingesetzt worden. Die Verstärkerämter übernahmen die Verstärkung der Trägerfrequenzsignale und waren teilweise auch in der Lage, TF-Kanäle in andere TF-Kabeltrassen weiterzuleiten.
Diese Verfahren, wie auch die Wechselstromtelegrafie sind später durch digitale Übertragungsverfahren sowie durch Glasfaserkabel abgelöst worden. Sie waren in der Vergangenheit ein bedeutendes Verfahren (wie beispielsweise auch die Phantomschaltung) zur Mehrfachnutzung von Leitungssystemen.

## Rundsteuertechnik
Unter dem Begriff Rundsteuertechnik (oft auch abgekürzt als TRA = Tonfrequenzrundsteueranlage) wird die Trägerfrequenztechnik schon seit Jahrzehnten zur Massensteuerung von Geräten eingesetzt, die keine Rückmeldung erfordern, z. B. der Straßenbeleuchtung, der Lastfreigabe (Nachtspeicherheizung) oder der Tarifumschaltung (Nachtstrom).
Ferner wurde die Technik zum Alarmieren von Einsatzkräften verwendet. Die Berufsfeuerwehr Darmstadt alarmierte so ihre dienstfreien Kräfte und die vier Freiwilligen Feuerwehren des Stadtgebietes. Auch bei der Feuerwehr Pfungstadt war dies die erste „stille“ Alarmierung. Siehe hierzu Rundsteuertechnik #Alarmierung.
Die Netzbetreiber verwenden verschiedene Frequenzen, um gegenseitige Beeinflussungen zu vermeiden. Eingesetzt werden Frequenzen im Niederfrequenzbereich (bis etwa 2 kHz), da Signale mit diesen Frequenzen nur relativ geringen Dämpfungen unterliegen (das Niederspannungsnetz ist überwiegend induktiv, die verwendeten Isolierstoffe dämpfen noch nicht) und somit jedes Endgerät erreichen können. Diese Anlagen verursachen wegen ihrer niedrigen Frequenzen keine Störungen des Rundfunkempfangs.

## Nachrichtenübertragung über Hochspannungsleitungen

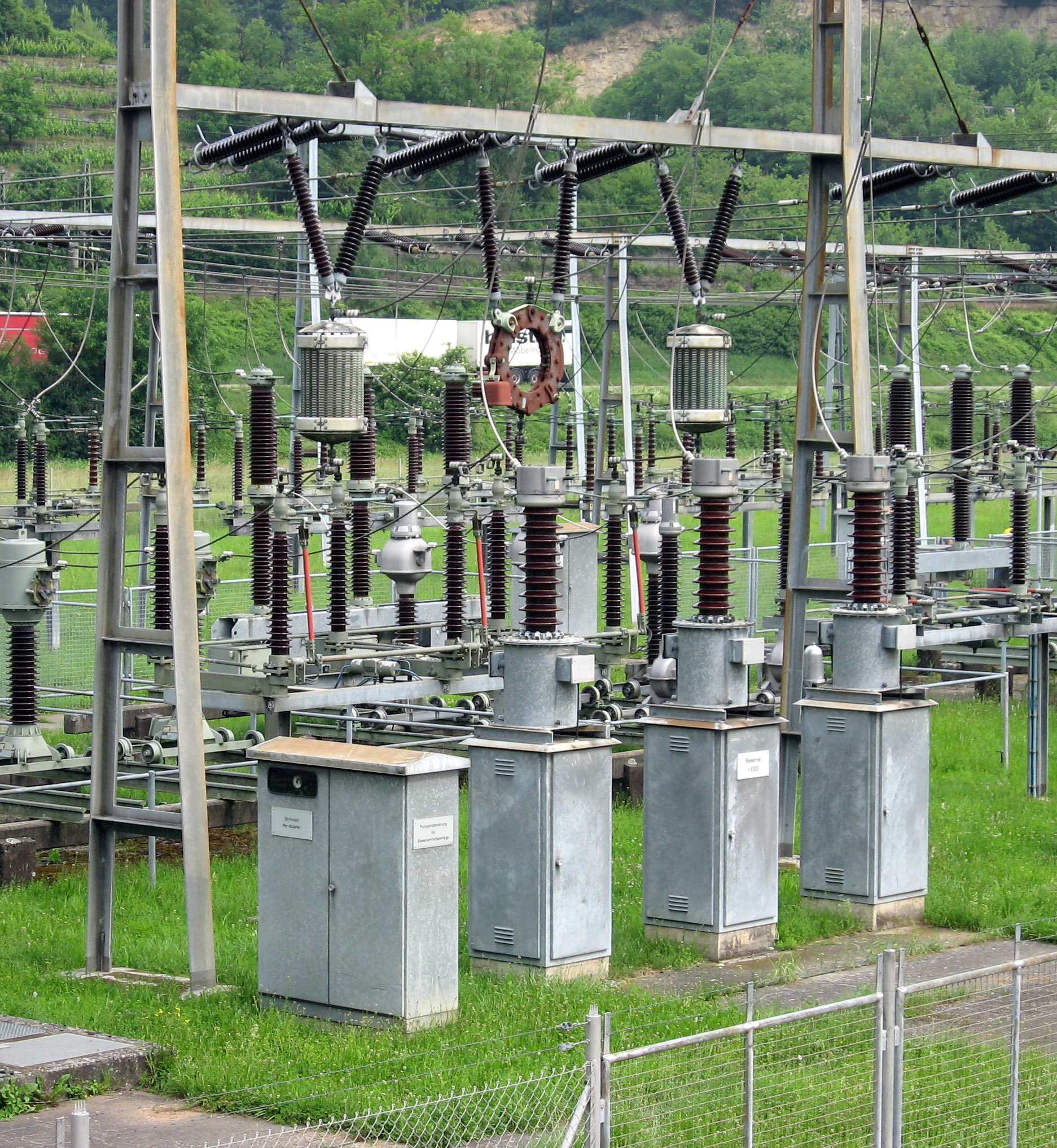
TFH-Ankopplung in einer 110-kV-Schaltanlage

Für den Nachrichtenaustausch zwischen Einrichtungen von Energieversorgungsunternehmen werden Trägerfrequenzanlagen im Frequenzbereich zwischen 30 kHz und 500 kHz verwendet. Hier ist der Begriff Trägerfrequenz-Nachrichtenübertragung über Hochspannungsleitungen (TFH) gebräuchlich. Diese Signale werden im Regelfall einphasig über ein Leiterseil von Hoch- oder Mittelspannungs-Freileitungen übertragen. Sie können im näheren Umfeld der jeweiligen Leitungen (bis zu einigen 100 Metern Abstand von der Leitung) den Empfang von in diesem Frequenzbereich arbeitenden Funkdiensten, wie den Langwellenrundfunksendern, dem Funkuhrsender DCF77 oder dem Navigationssystem LORAN-C der See- und Luftfahrt mitunter beträchtlich stören. Aus diesen Gründen und wegen der geringen maximalen Übertragungsbandbreite werden zum Zweck der Nachrichtenübermittlung innerhalb von Energieversorgungsunternehmen Trägerfrequenzanlagen zunehmend stillgelegt und durch Richtfunksysteme oder Kabel (meist Glasfaserkabel im Erdseil) ersetzt.
Die Trägerfrequenzanlagen und Trägerfrequenzsignal-Relaisstationen wurden früher auch dazu benutzt, den Elektrizitätswerken hochverfügbare betriebseigene Fernsprechanlagen im Selbstwählverkehr bereitzustellen. Man sprach hierbei von EW-Telefonie.
Trägerfrequenzsignale können beachtliche Entfernungen (mehrere hundert Kilometer) auf Stromleitungen zurücklegen.
Um eine unkontrollierte Ausbreitung zu verhindern, findet man manchmal in den Stromschlaufen von abzweigenden Leitungen und in den Schaltanlagen von Umspannwerken Sperrdrosseln, welche diese Signale abblocken. Bei sehr langen Leitungen ist gelegentlich die Verwendung von Verstärkerstationen notwendig.
In der ehemaligen Sowjetunion werden auf einigen Leitungen die Erdseile für die Übertragung von Trägerfrequenzsignalen genutzt, welche hierfür an den Masten mit Isolatoren befestigt sind.

## Haushaltsanwendungen

### Sprachübertragung
Im häuslichen Bereich ist das sogenannte Babyfon die wohl bekannteste Anwendung dieser Technik. Es arbeitet auf Frequenzen um 100 kHz, also unterhalb des Langwellenrundfunkbereichs. Wechselsprechanlagen mit Trägerfrequenztechnik im gleichen Frequenzbereich wurden seit den 1970'er Jahren auch unter der Bezeichnung „wireless intercom“, „FM-Intercom“, „Wechselsprechanlage – Betrieb nur über Steckdose ohne Kabelverbindung“, „Haus-Sprechanlage von Steckdose zu Steckdose“ usw. angeboten.

### PowerLAN
| Verfahren      | Link-Rate  | Frequenzbereich |
| -------------- | ---------- | --------------- |
| HomePlug       | 011 MBit/s | 04 … 027 MHz    |
| HomePlug Turbo | 085 MBit/s | 02 … 027 MHz    |
| Panasonic AV   | 180 MBit/s | 03 … 030 MHz    |
| HomePlug AV    | 200 MBit/s | 02 … 032 MHz    |
| DS2 AV         | 200 MBit/s | 02 … 030 MHz    |
| Homeplug AV2   | 500 MBit/s | 02 … 086 MHz    |
| Mediaxtream    | 882 MBit/s | 50 … 300 MHz    |

Zur Vernetzung von Computern im Rahmen eines Local Area Network (LAN) kann (eine andere Variante von) TFA eingesetzt werden. Diesbetreffende Spezifikationen gibt es von Intellon (HomePlug), DS2, Panasonic sowie Gigle (Mediaxtream). Vorteile sind, dass keine Kabel verlegt werden müssen, durch WLAN nicht erreichbare Gebäudeteile versorgt werden können und eine gegenüber WLAN erheblich stabilere Übertragungsqualität, die besonders bei HD-Video-Streaming benötigt wird. „Nachteil der Powerline-Technik im Vergleich zu WLAN ist, dass sich die Hersteller bislang nicht auf einen einheitlichen Standard einigen konnten sowie der vergleichsweise hohe Preis.“
Die Internationale Fernmeldeunion (ITU) arbeitet an einer standardisierten Technologie für die drahtgebundene Übertragung digitaler Daten im Haus (Heimnetzwerk). Der Standard G.hn soll mit Geschwindigkeiten von bis zu 1 Gbit/s sämtliche im Haus verlegten Leitungen (Strom-, Telefon- und Netzwerkkabel) nutzen können. Im Oktober 2009 wurde die Empfehlung G.9960 für die Bitübertragungsschicht und die Architektur des Standards von der ITU verabschiedet. Die Empfehlung G.9961 für die Sicherungsschicht folgte am 11. Juni 2010. ABI Research prognostizierte (2008) für das Jahr 2013, dass weltweit 42 Millionen Geräte mit Unterstützung für den Standard G.hn verkauft sein könnten.
Manche Anbieter von Haushaltselektronik bieten für ausgewählte Produkte Fernbedienmöglichkeiten über das Haus-Stromnetz per Powerline an. Über einen angebundenen PC oder eine Art Fernbedienung („Bedienpanel“) können dann die Geräte überwacht oder gesteuert werden.
Die in der Europäischen Union vertriebenen Modems werden im Rahmen der CE-Kennzeichnung bauartgeprüft. Die Störung von Anderen durch Abstrahlung liegt bei geprüfter Bauart innerhalb der gesetzlichen Vorgaben.
Da Stromversorgungsnetze (Niederspannungsnetz) zur Drehstromübertragung meist aus drei Außenleitern bestehen, besteht bei der Nachrichtenübertragung das Problem, die hochfrequenten Trägerfrequenzsignale möglichst gleichmäßig über diese drei Außenleiter zu verteilen. Zu diesem Zweck werden in den Niederspannungsnetzen sogenannte Phasenkoppler eingesetzt, welche die Außenleiter nur für das Trägerfrequenzsignal miteinander verbinden.
Die Bundesnetzagentur verzeichnete zwischen Frühjahr 2005 und Frühjahr 2007 nur zwei Störungsmeldungen, die auf Inhouse-Powerline zurückzuführen waren. Ein daraus resultierendes Ordnungswidrigkeitsverfahren fand mit Zahlung einer Geldbuße sein Ende.

### Hausautomation
Verschiedene Anbieter und Protokolle befassen sich mit über das Stromnetz ferngesteuerten Verbrauchern sowie der vergleichsweise langsamen Datenübertragung innerhalb eines Hauses. Ein Beispiel ist das X10-Protokoll. Allen gemeinsam ist die trägerfrequente Übertragung der Signale, die Programmierbarkeit der verschiedenen Module zur Eingabe und zur Verbrauchersteuerung sowie die kurze Reichweite, die nur sehr geringe Trägerleistungen erfordert und somit unter der Bagatellgrenze einer Funkzulassung (5 mW) liegen kann. Die X10 Übertragung arbeitet überdies bei nur 120 kHz, wodurch Funkstörungen sehr unwahrscheinlich sind.

## Internetzugänge mittels Powerline
Bei diesen Trägerfrequenzanlagen (auch als powerline bekannt) wird ein Internetzugang über das Stromkabel auf der Strecke zwischen Steckdose beim Endverbraucher und der Trafostation des Energieversorgers bereitgestellt.
In der Trafostation ist der Übergang zu reinen Internetleitungen, dem Backbone. Da auf der Strecke zwischen Trafostation und Hausanschluss sowie auf der Strecke zwischen Hausanschluss und Steckdose verschiedene Frequenzen verwendet werden, sind insgesamt drei Adapter notwendig: einer in der Trafostation, einer am Hausanschluss beim Stromzähler und einer an der Steckdose. Der Hausanschluss darf höchstens etwa 300 m von der Trafostation und höchstens etwa 100 m von der Steckdose entfernt sein; höhere Reichweiten sind nur mit Verstärkern möglich.
Der verwendete Frequenzbereich ist 1 bis über 30 MHz, dabei sind pro Trafostation zwischen 1,5 MBit/s bis 205 MBit/s möglich. Diese Bandbreite steht allen aktiven Nutzern des Dienstes, die an einer Trafostation angeschlossen sind, zur Verfügung.
Die Regulierungsbehörde für Telekommunikation und Post hat in ihrem Tätigkeitsbericht 2002/2003 festgestellt, dass die Hersteller und Betreiber dieser sogenannten Powerline-Trägerfrequenzanlagen (trägerfrequente Datenübertragung über das Stromnetz zur Internetanbindung) ihre Aktivitäten in Deutschland inzwischen bis auf wenige Ausnahmen eingestellt haben, und erwähnt in diesem Zusammenhang die unerlaubt hohen Funkabstrahlungen (Störfeldstärken), die im Rahmen der elektromagnetischen Verträglichkeit Probleme bereiten. Inzwischen werden diese Trägerfrequenzanlagen zunehmend kritisch gesehen, da die enorme Abstrahlung von Hochfrequenz herkömmliche Kommunikation über Kurzwelle praktisch unmöglich macht. Aus diesem Grund kam es zu massiven Protesten von Funkamateuren. Neuartige Powerline-Modems können die Existenz von Kurzwellen-Rundfunkdiensten am Ort und zum Zeitpunkt ihres Betriebes erkennen, indem sie das Grundrauschen beobachten. Die durch den Rundfunk belegten Frequenzen werden dann von der Powerline-Kommunikation ausgespart. Diese Technik funktioniert jedoch meist nur mit Sendern, die dauerhaft senden, da die Modems die Einstellung der Frequenzen üblicherweise nur nach dem Einschalten oder in längeren Zeitabständen vornehmen.

## Verbreitung von Rundfunkprogrammen
Zur Verbreitung von amplitudenmodulierten Rundfunkprogrammen sind früher im Langwellenbereich Stromleitungen und Telefonkabel genutzt worden. In Deutschland wurde diese Technik 1939 als Drahtfunk eingeführt, in der Schweiz als Telefonrundspruch und in Norwegen als Linjesender bezeichnet. In Russland war dieses System sehr verbreitet, denn es gestattete nur den Empfang russischer Sender. Noch heute wird diese Technik in einigen Ländern zur lokalen Rundfunkversorgung verwendet.
Es gibt Systeme, die vorhandene Telefonleitungen nutzen, und Systeme für Starkstromleitungen.
In den Kopfstationen wurden die TF-Signale über spezielle Transformatoren und Kondensatoren auf die Leitungen eingekoppelt.
Bei der Trägerfrequenztechnik dient das vorhandene Leitungssystem mit den Ankoppeleinheiten als Verteilungsmedium, während bei den sogenannten Lichtantennen die angeschlossene Stromleitung als Antenne wirken soll.

## Emissionen und unerwünschte Ausstrahlungen von Trägerfrequenzanlagen
Stromdurchflossene Leiter wirken wie Antennen und strahlen die Signale von Trägerfrequenzanlagen in die Umgebung ab.
Da eine Stromleitung ohne Abschirmung auch Signale aus der Umgebung und von angeschlossenen Geräten aufnimmt, besteht das Problem darin, dass zur Aufrechterhaltung einer guten Verbindung hohe Sendepegel der TFA-Modems notwendig sind. Hohe Sendepegel der Modems führen aber zu höheren abgestrahlten Signalen.
Mit empfindlichen Empfängern können unter Verwendung von Richtantennen TFA-Signale noch in einigen Dutzend, manchmal sogar in einigen 100 Metern Entfernung von der Leitung empfangen werden.
Im Kurzwellenbereich kommt es, insbesondere in Gebieten mit oberirdischer Verlegung der Stromleitungen, zu Störungen des Kurzwellenempfangs. Diese Störungen wirken sich unter anderem auf den Funk von Polizei, Sicherheitsbehörden, Taxi- oder Amateurfunk, Kurzwellenrundfunk, den Seefunkdienst, Wetterfunk, Flugfunk, militärische Funkdienste, Botschaftsfunk, Presseagenturen sowie auf die Kurzwellenfunknetze von UNO und ICRC aus.
Ein Kerbfilter kann dazu genutzt werden, um empfindliche Kurzwellenanwendungen von Störungen durch das TFA-Signal freizuhalten. Dies ist jedoch nur eine Behelfslösung, da es außer den ISM-Bereichen keine Bereiche gibt, in denen gestört werden „darf“. Man kann damit immer nur die wahrscheinlichsten Konflikte vermeiden, die Problematik selbst bleibt und jeder ausgeblendete Frequenzbereich verringert die Bandbreite der Übertragung innerhalb der Trägerfrequenzanlage.
Von der NATO gibt es hierzu einen Bericht (RTO TECHNICAL REPORT TR-IST-050) über die zu erwartenden Funkstörungen durch Datenübertragungen über ungeschirmte Stromleitungen.
In Österreich hat das Bundesministerium für Verkehr, Innovation und Technologie (BMVIT) zum Powerline-Netzwerkbetreiber in Linz Störungsmeldungen gesammelt und Messergebnisse aufgelistet. Betroffen sind die Frequenzen von etwa 3 bis 20 MHz, Störungsmeldungen gibt es zum Amateurfunk und Notfunk. Den Bescheid des BMVIT an den Betreiber, bei anderen Telekommunikationsanlagen keine funktechnische Störungen zu verursachen, hat der Verwaltungsgerichtshof aufgehoben, weil keine konkreten (vollstreckbaren) Maßnahmen angeordnet wurden und der Zusammenhang zwischen den Funkstörungen und dem Powerlinenetz nicht belegt werden konnte. Gleichzeitig hat er jedoch entschieden, dass das Ministerium solche Maßnahmen auch ohne konkrete Störungen anordnen darf, wenn das Netz nicht den Anforderungen der EG-Richtlinie 89/336/EWG entspricht, die insbesondere die anerkannten Regeln der Technik fordert.
In Deutschland gibt es Höchstwerte für TFA-Störstrahlung, die in der Nutzungsbestimmung 30 (NB30) des Frequenzbereichszuweisungsplans festgelegt sind. Der Verwaltungsgerichtshof Baden-Württemberg hält sie für nicht anwendbar, da sie nicht gegenüber der Europäischen Kommission notifiziert worden ist. Deshalb könne die Bundesnetzagentur nicht schon bei Überschreitung der NB30-Werte, sondern erst bei konkreten Störungen TFA-Einschränkungen anordnen. Hintergrund sind Beschwerden eines Funkamateurs, bei dem Störungen auftraten, woraufhin die Bundesnetzagentur gegen den TFA-Betreiber in Mannheim eine sofort vollziehbare Anordnung erließ, nach der die NB30-Werte nicht mehr überschritten werden dürfen.
In den Bedienungsanleitungen der TFA-Geräte findet man meist einen Hinweis ähnlich dem folgenden: Diese Einrichtung X kann im Wohnbereich Funkstörungen verursachen; in diesem Fall kann vom Betreiber verlangt werden, angemessene Maßnahmen durchzuführen. Um sich als Endverbraucher abzusichern, gibt es Vordrucke, die man sich vom Verkäufer unterschreiben lassen sollte, um bei Beeinflussungen die Kosten für die oben beschriebenen „angemessenen Maßnahmen“ zurückerstattet zu bekommen.

### Abstrahlungen
- Fernmeldebüro fällt Entscheidung 1. Instanz: Ist PLC nicht Stand der Technik?, Meldung vom 24. Januar 2005 (Bescheid 1. Instanz)
- PLC: Berufungsbescheid des BMVIT bestätigt Funkamateure, Meldung vom 11. Januar 2006 (Bescheid 2. Instanz)
- PLC-Informationen des Deutschen Amateur Radio Club
- PLC-Informationen des Österreichischen Versuchssenderverbands
- PLC-Informationen der Assoziation Deutschsprachiger Kurzwellenhörer